# Haifaa al-Mansour
Haifaa al-Mansour (en árabe, هيفاء المنصور;) (Al Zulfi; 10 de agosto de 1974) es una directora de cine saudí. Especialmente conocida por su ópera prima, Wadjda, es la primera mujer directora de cine de su país y tiene un amplio reconocimiento internacional.

## Biografía
Haifaa al-Mansour nació en Al Zulfi una ciudad de la provincia de Riad en el seno de una familia tradicional. Es la octava de doce hermanos, hija del poeta Abdul Rahman Mansour. Fue su padre quien la acercó al cine a través de vídeos de películas dado que en Arabia Saudita no existían salas de cine. Uno de sus actores favoritos era Jackie Chan. A pesar de haber nacido en Al Zulfi creció en la localidad de Al-Hasa.
Con el apoyo de sus padres estudió literatura en la Universidad Americana de El Cairo, y más tarde estudió en una escuela de cine en Sídney, Australia.
Empezó su carrera cinematográfica con tres cortos: Who? (¿Quien?), rodado con sus hermanos, The Bitter Journey y The Only Way Out, este último premiado en Emiratos Árabes Unidos y en Holanda. Continuó con el documental Women Without Shadows, sobre la invisibilidad de las mujeres en los países del Golfo Pérsico, el cual fue proyectado en 17 festivales internacionales. El documental recibió el Golden Dagger como mejor documental en el festival de cine de Mascate y además obtuvo la mención especial del jurado en el cuarto Festival de Cine Árabe de Róterdam. Haifaa al-Mansour también fue invitada al 28º Festival de los Tres Continentes en la localidad francesa de Nantes.
Su ópera prima, Wadjda, en español La bicicleta verde, se estrenó mundialmente en el Festival de Venecia de 2012. Es el primer largometraje rodado íntegramente en Arabia Saudita y dirigido por una mujer. La película cuenta la historia de una niña de 11 años que vive en los suburbios de Riad y que sueña con tener una bicicleta verde, en un país donde la actividad pública de las mujeres está especialmente limitada. Para rodar, ha contado la cineasta en muchas ocasiones, tuvo que hacerlo desde una caravana con un monitor y un walkie-talkie porque no podía salir al exterior y ser vista en compañía de hombres.
La película estuvo respaldada por Rotana, la productora del Príncipe Al-Waleed bin Talal. La bicicleta verde fue seleccionada como para competir como Mejor película de lengua extranjera en los 86.os premios Óscar, siendo la primera vez que una película de Arabia Saudita compite en esa categoría. El proyecto había sido desarrollado en 2009 con el laboratorio de guiones del Golfo en colaboración con TorinoFilmLab y el Festival de Cine Internacional de Dubái.

Entre los objetivos de la película estaban el cuestionar algunos temas considerados culturalmente tabús. La directora aseguró: 
Creo que es muy importante empoderar a las mujeres, por eso hice la película. Es una historia divertida de mujeres que sobreviven, que persiguen sus sueños.
Tanto Who? como Women Without Shadows tratan sobre la tradición de vestir la abaya. Recibió entonces mensajes de odio y críticas acusándola de no respetar la religión, lo que ella niega, aunque sí considera que es necesario que Arabia Saudita tenga una visión más crítica de su cultura. También recibió elogios por plantear el debate sobre temas considerados tabú.
En 2014 empezó a rodar su segundo largometraje, Mary Shelley, un drama romántico sobre la relación de Mary Wollstonecraft Godwin, una joven extrovertida de dieciocho años, autora de Frankenstein o el moderno Prometeo, y el carismático poeta Percy Shelley. Se trata de su primera producción británica. La película se estrenó en 2017.
En 2015 fue seleccionada como jurado para la sección "Un Certain Regard" del Festival de cine de Cannes.

## Vida personal
Haifaa al-Mansour reside en Baréin con su marido, Bradley Neimann, un diplomático estadounidense, y sus dos hijos, Adam y Hailey.

## Filmografía
| Año  | Título                                | Directora | Género       |
| ---- | ------------------------------------- | --------- | ------------ |
| 1997 | Who? (من؟)                            | Sí        | Cortometraje |
| 2000 | The Bitter Journey (الرحيل المر)      | Sí        | Documental   |
| 2001 | The Only Way Out (أنا والآخر)         | Sí        | Cortometraje |
| 2005 | Women Without Shadows (نساء بلا الظل) | Sí        | Documental   |
| 2012 | Wadjda (وجدة)                         | Sí        | Película     |
| 2017 | Mary Shelley                          | Sí        | Película     |
| 2018 | Nappily Ever After                    | Sí        |              |
| 2019 | The Perfect Candidate                 | Sí        | Película     |
| 2022 | The Selection                         | Sí        | Película     |